# 인천FM
인천FM은 대한민국의 공동체라디오 인천광역시 서구 중심으로 라디오방송을 송출하고 있다. 주파수는 FM 98.5MHz